# Cailín Óg a Stór
Cailín Óg a Stór (irisch für englisch young girl, my treasure, deutsch etwa junge Maid, mein Schatz) ist eine traditionelle irische Melodie, vermutlich im Jahr 1582 erstmals veröffentlicht – als sogenannte „Broadside-Ballade“ auf billigem Papier gedruckt.
Wahrscheinlich diente der Titel Shakespeare als Vorbild für den Ausspruch Caleno custore me – in dem Drama Heinrich V. (geschrieben 1599/1600) versteht der englische Soldat Pistol einen französischen Gefangenen nicht und antwortet diesem mit dem Kauderwelsch Caleno custore me (4. Akt, 4. Szene). Er bezieht sich dabei wohl auf das damals populäre irische Lied Cailín Óg a Stór, dessen irischer Titel zu Caleno custore me verballhornt wurde.
Das Gedicht The Croppy Boy von 1798 (Croppy war ein Spitzname für irische Rebellen im Kampf für die Unabhängigkeit von Großbritannien) wurde mit der Melodie von Cailín Óg a Stór vertont, ebenso die traditionelle Ballade von „Lord Franklin“, entstanden um 1850, in der Lady Franklin um ihren verschollenen Ehemann trauert. Auf „Lord Franklin“ wiederum basiert der Song Bob Dylan’s Dream, 1963 auf Dylans Album The Freewheelin’ Bob Dylan veröffentlicht.